# Тангай Махкетинский
Тангай Махкетинский (Тонгай Магамаев, чечен. Махьмай воI ТангIай-Хьаьжа; 1832—1902) — один из руководителей национально-освободительного восстания 1877 года в Чечне, наиб имама Алибека-Хаджи Алдамова.

## Биография
Был сыном Исбахиева Махмы — одного из основателей села Махкеты и до восстания занимал должность старшины села Махкеты. Принадлежал к тайпу чермой.
Весной 1877 года, когда группа махкетинцев совершала зикр, через село проходил отряд милиции, отправленный на помощь царской администрации в Шатое. Махкетинцы во главе с шейхом Юсуп-Хаджи напали на милиционеров, и между ними произошёл бой. Тангай, бывший в это время старшиной села и приходившийся родственником Юсупу-Хаджи, взял всю вину на себя. Узнав, что сделал Тангай, Юсуп-Хаджи пришёл с признанием своей вины, но Тангай вновь его спас, сказав, что этим Юсуп-Хаджи хочет возвеличить себя. Вскоре ему удалось сбежать из тюрьмы.

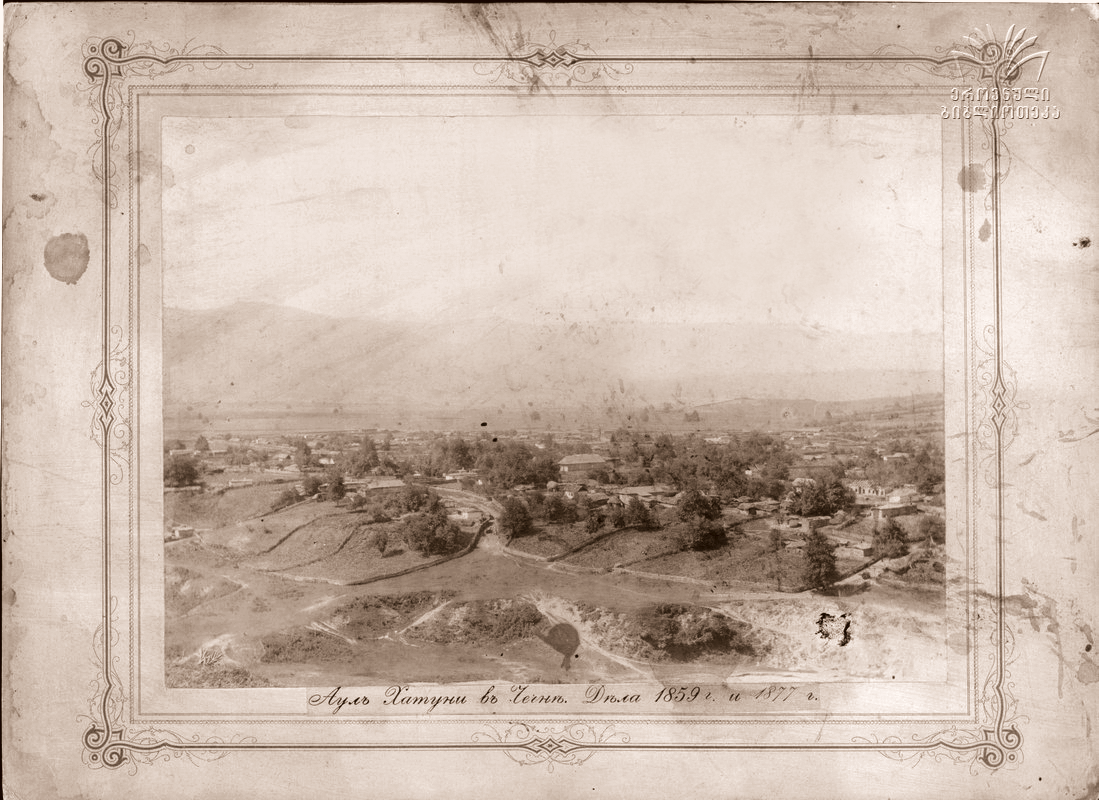
Аул Хаттуни. Фотография 79-го Куринского пехотного полка второй половины XIX века

1 июля 1877 года Тангай вместе с Абдул-Хаджи возглавлял восстание аулов расположенных в долине реки Басс, Махкеты, Хаттуни, Тевзана, Агишты и Элистанжи. Тангай был назначен наибом и получил чалму от Алибека.
5 июля по приказу князя Авалова было арестовано 135 жителей аула Махкеты, через день сам аул зажжён, но начавшийся дождь спас аул от полного сожжения. В тот же день (6 июля) Тангай явился добровольно к Авалову и был арестован. Во время конвоирования арестованных в крепость Ведено «партия Алибека, приглашенная махкетинцем Абдул-Хаджи, который был ее проводником, сойдя с Эртин-корта и, перебравшись через Хулхулауское ущелье, встретила отряд в 2 часа полудни, не доходя Алистанджи в балке: завязалась перестрелка, во время которой арестованные, следовавшие по узкой и лесистой дороге в самой балке, бросились бежать, при этом многие из них убиты, а остальные скрылись». Арестованных чеченцев было убито около 20 человек, Тангай сумел сбежать невредимым.
В начале августа Тангай вместе с Султан-Мурадом Беноевским и Сулейманом Центороевским взял под контроль все высоты, прилегающие к Ведено. Чем существенно препятствовал перемещениям царских отрядов, так подпоручик Голенищев-Кутузов докладывал генералу Смекалову, что «следование на Ведено опасно, так как партия около 200 махкетинцев, под предводительством их бывшего старшины Тангая, с двумя значками занимала позицию в 1/2 верстах от веденской дороги и в 4-х — от укрепления Ведено». Отряд Тангая занимал высоты левого берега Хулхулау, тянущиеся параллельно дороге из Ведено в Эрсеной.
14 августа между повстанцами и царскими отрядами произошли упорные бои на высотах Гамердука и за аул Дышне-Ведено. По воспоминаниям генерала Смекалова чеченцы оказывали яростное сопротивление и «держались с замечательным упорством… пробовали даже переходить в наступление». Под натиском превосходящих сил противника чеченцы вынуждены были отступить.
Позже Тангай вместе с Умой Дуевым действовал в местности между аулами Ведено и Махкеты. Под их руководством находилось около 600 воинов из аулов Элистанжи, Хаттуни, Тевзана и Махкеты, а также около 300 бойцов из партии Умы Дуевы. 25 августа возле аула Алистанджи, у реки Арджин-акх между чеченцами и царскими войсками произошло сражение. Ума с Тангаем вынуждены были отступить к аулу Махкеты. 26-27 августа аулы Хатуни, Таузен и Махкеты были сожжены.
28 августа чеченцы неожиданным нападением нанесли серьёзный урон царским отрядам у аула Алистанджи, особенно сильна пострадала дагестанская милиция. В этом сражении принимала участия и ингушская сотня, которая одной из первых приняла на себя удар повстанцев: «..раздался залп, за ним другой из засады, устроенной партией горцев к северу от моста; затем чеченцы открыли стрельбу на выбор по обозу и ингушам, поившим лошадей. Нападение было так неожиданно, что обозные обратились в беспорядочное бегство…». После этой победы чеченцев, опять поднялись бассовские аулы, они отказались повиноваться царским властям и ушли в леса. Тут действовали Ума, Лорсан-Хаджи и Тангай.
К началу сентября положение в Чечне сложилось следующим образом. Царское командование успело мобилизовать к этому времени казачьи полки третьего комплекта и все резервные батальоны. На 1 сентября в распоряжении ген. Свистунова имелись 24 батальона и 8 команд пехоты, 28 казачьих и 21 милицейских сотен, 1 артиллерийская рота и 49 орудий, а всего свыше 25 тысяч человек. 
Население Ичкерии почти поголовно находилось в лесах. Небольшие отряды Алибека, Султан-Мурада и Сулеймана укрылись в самсырских лесах. Население бассовских аулов также переселилось в леса; махкетинцы во главе с Умою засели в трудно доступном и укрепленном урочище Сульме-Таузень; таузенцы и часть хатунинцев, руководимые Лорсаном и Тангаем, заняли верховья Бассовского ущелья; наконец, алистанджинцы и некоторые из ичкеринцев бежали в лесные трущобы Алистанджинского ущелья.
Таким образом, регулярной царской армии в 25 тысяч человек, поддерживаемой местной верхушкой, восставшие могли противопоставить лишь слабые разрозненные отряды в сотни человек, лишенные вооружения и продовольственной базы.
Сентябрь и октябрь были последним периодом восстания, периодом жестокой расправы царизма с горной Чечней, поднявшей знамя борьбы за национальную независимость.
Жители аула Махкеты принимали активное участие в начавшейся борьбе против царских колонизаторов. Так, 20-21 сентября в стычке с царскими войсками был убит махкетинский мулла Хайбакай, при котором было найдено три записки на арабском языке.
9 октября 1877 года, после поражения восстания в Чечне, Алибек-Хаджи с 60 соратниками (в числе которых был и Тангай) прорвался в Дагестан, для помощи восставшим дагестанцам. Тангай участвовал в обороне аула Телетль, но 25 октября руководитель телетлинских повстанцев Муртаз-Али выдал русским других лидеров восстания — Мааду, Лорса-Хаджи и Тангая.
Тангаю удалось сбежать из заключения, чудом избежав казни. Он переселился в Османскую империю, посетил Мекку. Позже Тангай вернулся на родину и спокойно прожил оставшиеся годы. Скончался в 1902 году, похоронен в селе Махкеты.